# Lista di osservatori astronomici

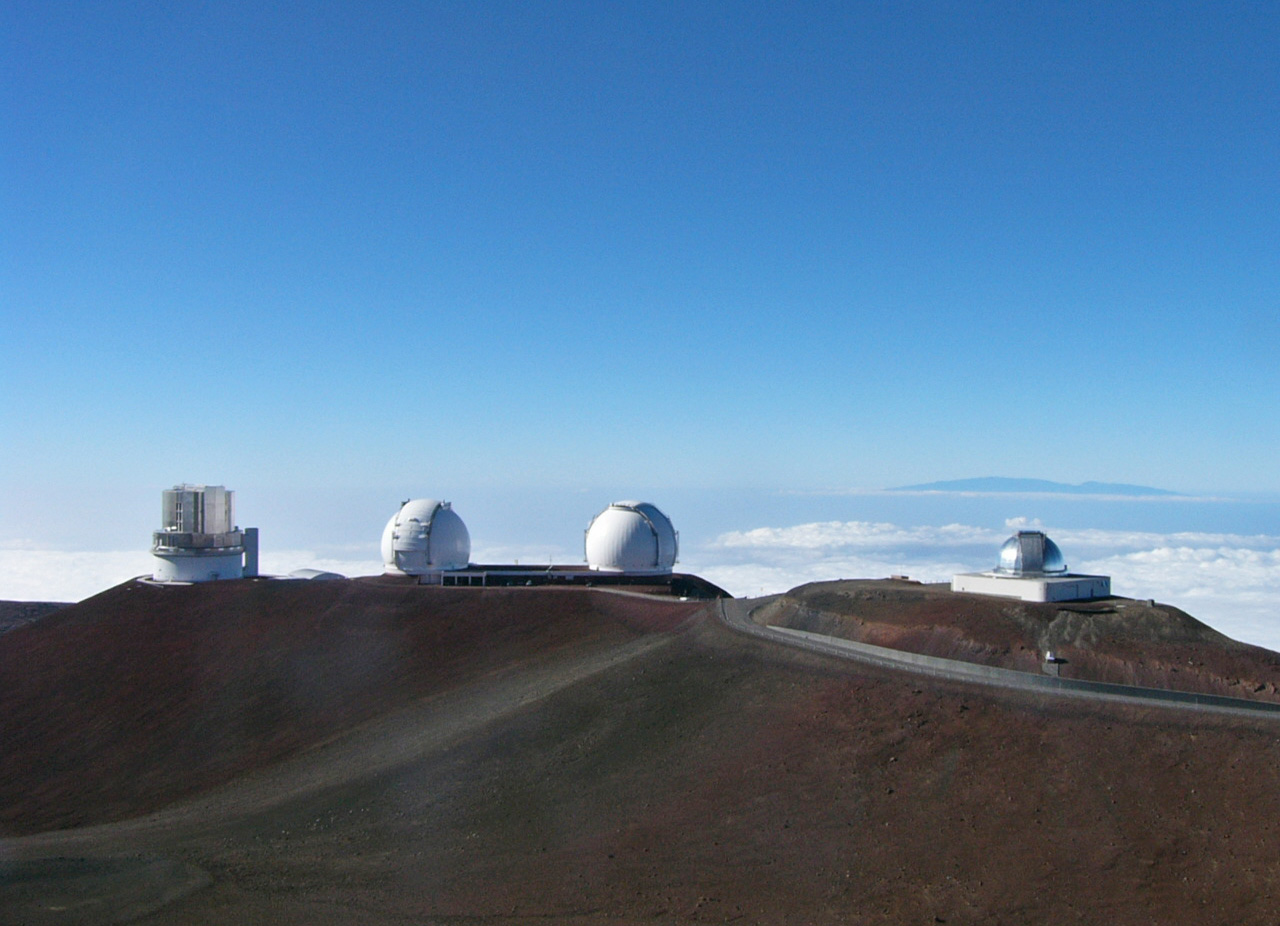
Osservatorio di Mauna Kea

Elenco degli osservatori astronomici attivi nel mondo.

## Algeria
- Centre de recherche en astronomie astrophysique et géophysique (Osservatorio di Algeri)

## Armenia
- Osservatorio di Byurakan

## Azerbaigian
- Osservatorio astrofisico di Şamaxı

## Repubblica Ceca
- Osservatorio astronomico Štefánik

## Cile
- Osservatorio di La Silla
- Osservatorio del Paranal che comprende: Very Large Telescope, VLT Survey Telescope
- Osservatorio di Cerro Tololo
- Osservatorio di Las Campanas
- Osservatorio di Llano de Chajnantor

## Cina
- Osservatorio della Montagna Purpurea

## Egitto
- Osservatorio di Kottamia (o Alquttamia / Kottamia)[1]

## Estonia
- Osservatorio di Tartu

## Etiopia
- Osservatorio Entoto

## Francia
- Osservatorio di Parigi
- Osservatorio di Tolosa
- Osservatorio del Pic du Midi

## Georgia
- Osservatorio astrofisico di Abastumani

## Germania
- Torre Einstein
- Istituto Leibniz per l'astrofisica di Potsdam
- Osservatorio di Amburgo
- Osservatorio di Gottinga

## Giappone
Osservatorio Astronomico Nazionale del Giappone

## Gran Bretagna
- Osservatorio di Greenwich

## India
- Osservatorio di Madras

## Indonesia
- Osservatorio Bosscha

## Irlanda
- Osservatorio di Armagh
- Osservatorio Dunsink

## Italia

### Osservatori astronomici appartenenti all'Istituto nazionale di astrofisica (INAF)
- Osservatorio astronomico di Roma
- Osservatorio astronomico di Bologna
- Osservatorio astronomico di Padova/Asiago, che comprende:
  - Osservatorio astrofisico di Asiago
- stazione osservativa di Asiago Cima Ekar
- Osservatorio astronomico di Brera
- Osservatorio astronomico di Capodimonte
- Osservatorio astronomico di Castelgrande (Potenza)
- Osservatorio astronomico di Palermo
- Osservatorio astronomico d'Abruzzo, che comprende:
  - Stazione osservativa di Campo Imperatore  (AQ)
- Osservatorio astronomico di Cagliari che comprende:
  - Sardinia Radio Telescope (San Basilio)
- Osservatorio astrofisico di Catania
- Osservatorio astronomico di Trieste
- Osservatorio astrofisico di Torino
- Osservatorio astrofisico di Arcetri (Firenze)
- Istituto di radioastronomia di Bologna
- Telescopio nazionale Galileo (La Palma, Isole Canarie)
- Large Binocular Telescope (Monte Graham, Arizona, U.S.A.)

### Altri osservatori astronomici
- Osservatorio astronomico della Regione Autonoma Valle d'Aosta
- Osservatorio astronomico comunale Virgilio Cesarini - Frasso Sabino (157)
- Osservatorio astronomico di Genova, gestito dall'Università popolare sestrese[2].
- Osservatorio astronomico della Montagna pistoiese, gestito dal G.A.M.P. (Gruppo Astrofili Montagna Pistoiese)[3].
- Osservatorio astronomico Ferdinando Caliumi  (Gairo)
- Osservatorio Astronomico di Campo Catino, Guarcino, Frosinone

### Osservatori radioastronomici
- Radiotelescopio di Noto
- Istituto di radioastronomia di Bologna
- Stazione radioastronomica di Medicina
- Sardinia Radio Telescope (San Basilio)

## Lettonia
- Osservatorio di Baldone

## Lituania
- Osservatorio di Moletai[4]
- Osservatorio astronomico di Vilnius

## Malaysia
- Osservatorio Nazionale Langkawi

## Pakistan
- Osservatorio astronomico dell'Università del Punjab

## Polonia
- Osservatorio di Cracovia[5]
- Osservatorio di Torun[6]
- Osservatorio di Varsavia[7]

## Russia
- Osservatorio di Pulkovo

## Slovacchia
- Osservatorio astronomico di Skalnaté Pleso

## Spagna
- Osservatorio del Roque de los Muchachos, che comprende il Telescopio Nazionale Galileo e il MAGIC
- Osservatorio del Teide
- Osservatorio di Calar Alto
- Real Instituto y Observatorio de la Armada

## Stati Uniti d'America
- Big Bear Solar Observatory
- Osservatorio di Apache Point
- Osservatorio di Monte Palomar
- Osservatorio di Monte Wilson
- Osservatorio internazionale del monte Graham che comprende: Large Binocular Telescope,
- Very Large Array
- Osservatorio Yerkes
- Osservatorio Lick
- Osservatorio Lowell
- Osservatorio McDonald
- Osservatorio di Kitt Peak
- Osservatorio di Mauna Kea che comprende: i Telescopi Keck, l'Interferometro Keck, il Telescopio Subaru
- MMT Observatory

## Thailandia
- Osservatorio nazionale thailandese

## Vaticano
- Specola Vaticana[8]

## Venezuela
- Osservatorio Astronomico Nazionale Llano del Hato